# Галіндо Гарсес (граф Арагону)
Галіндо Гарсес (араг. Galindo Garcés; д/н — 844) — 4-й граф арагонський (833—844).

## Біографія
Походив з роду Веласкотенес. Молодший син Гарсії I, графа Арагону, від його другого шлюбу з Нунілою (донькою памплонського дукса Ініго I).
Близько 833 року батько передав йому графство Арагон, втім зберіг вплив на управління. З огляду на це низка дослідників розглядають Галіндо як молодшого правителя, тому він не отримав нумерацію.
Продовжив політику союзу з Памплоною і Бану Касі, спрямований на захист від Кордовського емірату та Франкської імперії. Спочатку підкорив долину Ечо, скориставшись повстанням Аснара Санша, герцога Васконії, проти франків.
У церковній політиці сприяв переходу від мосарабської літургії до римської. Надав покровительство монастирю Сан-Педро-де-Сіреса, що прийняв бенедиктинський статут. Цей монастир перетворився на головний церковний та освітній центр Арагону.
У 843 році спільно з дідом Ініго I виступив проти військ Кордовського емірату, але в битві біля Памплони разом з вуйком Фортуном Інігесом графом Арагону зазнав нищівної поразки. Внаслідок цього його старший брат Веласко перейшов на службу до еміра Абдаррахмана II. Сам Галіндо Гарсес опинився в скрутній військово-політичній ситуації. З цього скористався Галіндо Аснарес, який повалив графа Галіндо, стративши того разом з батьком, а сам посів трон.

## Родина
Дружина — Гулдрегуд
дітей не було